# Motonautisme (sport)
Pour les articles homonymes, voir Motonautisme.
 (juillet 2018).
Si vous disposez d'ouvrages ou d'articles de référence ou si vous connaissez des sites web de qualité traitant du thème abordé ici, merci de compléter l'article en donnant les références utiles à sa vérifiabilité et en les liant à la section « Notes et références ».

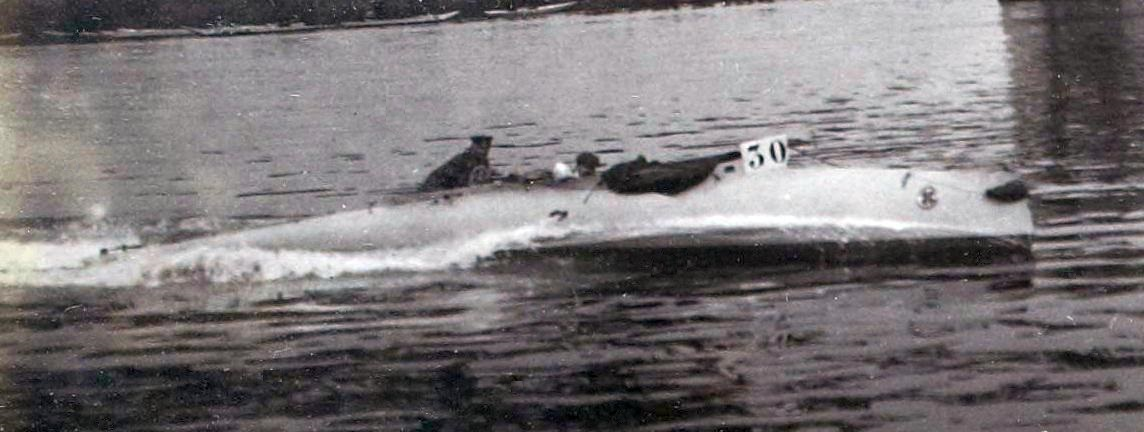
Émile Thubron, champion olympique de motonautisme en 1908.

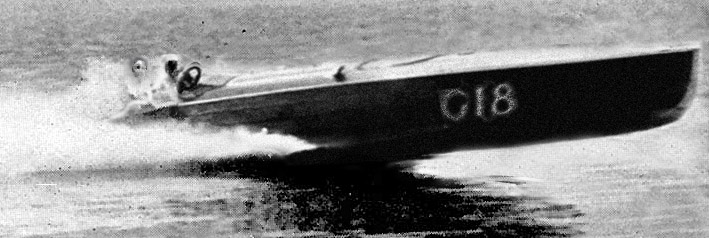
Le Hacker-Craft El Lagarto de 1933, peut-être le racer en bois le plus grand dans l'histoire du motonautisme.

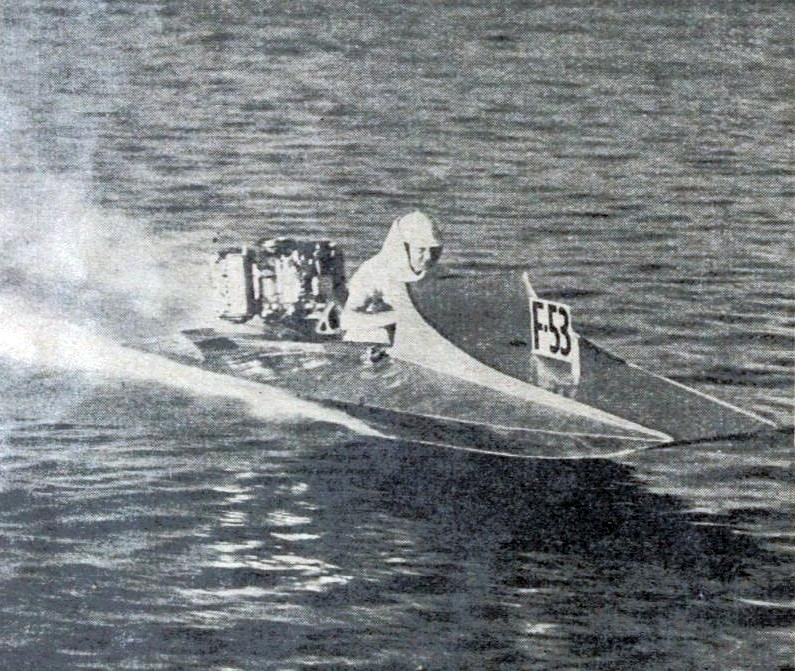
Jean Dupuy, Champion d'Europe en 1934 à Bilbao.

Le motonautisme est une famille de sports de compétition consistant en des courses de bateaux propulsés par des moteurs.
Les principales disciplines du motonautisme sont la vitesse inshore, l'endurance et la vitesse offshore. Plus confidentielles, on citera également les courses de rallye et les courses de type dragster, sur des distances ultracourtes. Ces différentes disciplines sont couvertes par plusieurs fédérations internationales telles l'Union internationale motonautique (UIM), reconnue par le CIO, ou l'International Jet Sports Boating Association et l'American Power Boat Association. En Amérique du Nord, une partie importante des courses au Canada et aux États-Unis est sous la gouverne de la Ligue des régates d'hydroplane (HRL) et des Régates de Valleyfield dont le siège est situé à Salaberry-de-Valleyfield au Québec.

## Histoire
La première course de bateaux à moteur se tient en France sur le bassin d’Asnières-Courbevoie en 1898. Une course entre Calais et Douvres en Angleterre est ensuite organisée en 1903.
Plusieurs meetings internationaux ont lieu au début du XXe siècle à Monaco, sur un parcours relativement abrité, mais avec la fiabilité croissante des mécaniques, un défi autrement ambitieux est lancé en mai 1905 : rien moins que la traversée de la Méditerranée entre Alger et Toulon soit cinq cents nautiques (environ 900 km). Cette épreuve est médiatisée et parrainée par le quotidien populaire à sensation le Matin.
Il y a sept concurrents au départ, escortés par autant de torpilleurs de la Marine nationale française, plus le croiseur Kléber, le temps clément sur la première étape Alger-Baléares se détériore très vite lors de la seconde, avec des vagues courtes et dures levées par la tramontane (une caractéristique de la Méditerranée).
Le dernier concurrent à abandonner est une concurrente : Mme Camille du Gast, une riche héritière parisienne, pionnière des sports mécaniques, repêchée de justesse par les matelots du Kléber. Son canot automobile de 13 m, pris en remorque finira par couler. Le jury de l'épreuve lui attribuera la victoire après deux mois de réflexion. On peut y voir l'acte de naissance de la course motonautique au large ou « Off-shore ».
Le motonautisme fut sport de démonstration lors des Jeux olympiques de 1900 puis fut inscrit au programme olympique pour l'édition 1908. Trois titres furent décernés à Londres, deux couronnèrent des Britanniques et le dernier un Français, dans la catégorie open.
En 1917, le premier moteur hors-bord est mis au point. Il favorise le développement du motonautisme.
Sous l'impulsion de l'Irlandais John Ward, l'Union internationale motonautique (UIM) est créée, à Bruxelles, en 1922. Elle tient à jour l'homologation des records de vitesse depuis 1928 et met en place des championnats du monde en 1938.
Toutefois, après la Première Guerre mondiale, l'évolution du sport motonautique diffère nettement suivant les différents pays et en particulier entre l'Europe et les États-Unis.
Un trait d'union commun aux deux rives de l'Atlantique sera cependant la très dangereuse quête du record absolu de vitesse sur l'eau qui causera la mort de beaucoup d'aspirants recordmen.
Les catégories de compétition reflètent alors les différences entre les industries locales, tant au niveau des coques que des moteurs ainsi que le statut de ce sport (amateur ou professionnel, exposition médiatique, engouement populaire) le tout lié au niveau de vie et  au développement industriel du pays concerné. Les progrès faits par les coques et les moteurs (notamment les moteurs d'avion) durant la guerre 14-18 vont se retrouver dans le domaine sportif.

## Record mondial de vitesse sur l'eau
Après la guerre de 14-18, les moteurs d'avion en surplus se retrouvent nombreux sur le marché, notamment les V8 Hispano-Suiza (surnommés Hisso aux États-Unis où ils sont fabriqués sous licence par la firme Curtiss-Wright) qui propulsaient les avions SPAD de Guynemer et de Rickenbacker et surtout les moteurs V12 Liberty, produits en masse aux États-Unis par la firme Allison dans le cadre d'un programme d'État, et finalement peu utilisés pour cause d'armistice. Délivrant plus de 400 ch sans préparation ni gonflage ces moteurs vont être abondamment utilisés pour propulser des « racers » motonautiques lancés à la conquête du record mondial de vitesse sur l'eau.
Aux États-Unis, la course à la puissance est exacerbée par un facteur a priori totalement incongru: La prohibition antialcoolique (Loi Volstead). Les constructeurs de bateaux comme Chris-Craft, Gar Wood ou Hacker-Craft développent des rum-runners, canots automobiles surmotorisés évoluant sur les Grands Lacs, entre le Canada et Chicago, où les contrebandiers et la pègre font la loi. Dans ce contexte largement médiatisé par les journalistes, l'intérêt du public est attiré vers le motonautisme et les courses de bateaux ultra-rapides sont en partie nées de la contrebande (comme dans les années 1940 et 1950 les courses automobiles de stock-car naîtront du transport illégal d'alcool fabriqué à la ferme, ou Moonshine).
En Italie, l'engouement existe aussi mais pour d'autres raisons : les plus grandes victoires de la marine italienne ont été obtenues non par des gros navires, mais par de petites embarcations lance-torpilles ultra rapides et propulsées par des moteurs Isotta-Fraschini techniquement très avancés, les MAS, au cours d'actions surprise contre la flotte austro-hongroise. Le principal promoteur de ces actions a été l'amiral Costanzo Ciano (dont le fils Galeazzo épousera la fille aînée de Mussolini). Ces actions d'éclat ont été abondamment utilisées par la propagande, savamment orchestrée par un maître en la matière, Gabriele d'Annunzio, qui avait embarqué sur une MAS lors du raid de Bakar (et récupérera l'embarcation pour s'en servir comme yacht sur le lac de Garde). Les sports mécaniques (course automobile, motocycliste, motonautique ou encore les records aériens) ont une aura de modernité que la propagande du régime mussolinien va exploiter à fond durant les vingt années du fascisme.
En Angleterre, qui a créé, dès 1904, un trophée sportif motonautique entre nations (comme la Coupe de l'America pour la voile), la coupe Harmsworth (en), le nautisme est populaire et la conquête du record de vitesse (où les Américains dominent nettement entre les deux guerres mondiales grâce à un circuit de compétitions structuré qui est gage d'innovations et grâce aussi à un champion d'exception, Garfield Wood (en)) est quasiment une cause nationale en vertu de la vocation maritime du Royaume-Uni, alors grande puissance maritime et coloniale.
L'industrie britannique utilise le vecteur de la course et des records motonautiques pour promouvoir ses produits : Les canots de course sont propulsés par des moteurs d'avion Rolls-Royce (comme le fameux V12 Rolls-Royce R — « R » pour « Racing » (« compétition ») — éprouvé également dans le cadre de la coupe Schneider ou sur de monstrueuses automobiles de record terrestre, qui préfigure le moteur Merlin, utilisé sur les avions de chasse de la bataille d'Angleterre) ou les très exotiques moteurs Napier Lion, Sabre et Vulture, surpuissants mais très délicats à mettre au point.
Les coques sont souvent réalisées dans des chantiers qui ont la double vocation d'avionneurs (les années 1920 à 1940 sont l'âge d'or de l'hydraviation) et de constructeurs de vedettes rapides pour les domaines militaires et civils : Saunders Roe à Cowes, Vosper-Thornycroft, etc. Les pilotes sont des amateurs fortunés, comme Malcolm Campbell, Henry Seagrave ou encore John Cobb, prêts à risquer leur vie pour la gloire médiatique, mais aussi par patriotisme.
Les défis anglais dans le cadre du trophée Harmsworth, ou les assauts montés contre le record absolu de vitesse sont le fait d'équipes structurées autour de coureurs, financés par un club de mécènes et bénéficiant du soutien technique de l'industrie mécanique, navale et aéronautique, qui y trouve un banc d'essai intéressant pour des applications civiles et militaires.
On peut citer Henry Seagrave et ses Miss England (en) : le I, monomoteur (Napier Lion 12 cylindres en W) trop peu puissant, avec 146 km/h en 1929, pour le record absolu.
Le II, propulsé par deux moteurs Rolls Ryce R, attelés sur une hélice unique aura une carrière aussi glorieuse que dramatique, chavirant sur le lac Windermere alors même que le record venait d'être battu (159 km/h), tuant Henry Seagrave et blessant grièvement son mécanicien. Repêché, amélioré, et remis en service avec Kaye Don aux commandes, il sera en 1930 / 1931 le protagoniste d'un mano a mano épique avec Gar Wood, lui reprenant deux fois le titre avec un record à 177 km/h sur le lac de Garde. À cette occasion, le volant tordu lors de l'accident mortel de Seagrave sera remis à D'Annunzio qui le consacrera « relique de la religion du courage » et l'exposera dans sa villa-musée du Vittoriale.
Le commanditaire, lord Wakefield, financera un troisième Miss England (deux moteurs Rolls Royce R cette fois équipés de turbo-compresseurs sophistiqués et attelés sur deux arbres d'hélice distincts) avec une carène à redan, façon hydravion, qui, toujours avec Kaye Don aux commandes, reprendra le record à 193 km/h en juillet 1932 sur le Loch Lomond, pour le reperdre peu après, lorsque Gar Wood dégainera son « arme absolue », Le superlatif Miss America X,à quatre moteurs, capable de plus de 200 km/h.
D'autres pilotes britanniques notoires contesteront la suprématie du champion américain:
Hubert Scott Paine et son révolutionnaire Miss Britain III (en) en aluminium sera à un cheveu de le battre lors de courses sur circuit en 1932, mais son canot monomoteur (un R.R. R poussé à 2 500 ch) capable de 177 km/h était trop « juste » pour le record absolu. Il est aujourd'hui exposé au musée maritime de Greenwich.
Autre protagoniste britannique célèbre, Sir Malcolm Campbell, avec ses Bluebird K3, puis K4, des canots de course peints en bleu et décorés de l'oiseau magique de Maeterlinck reprit le record pour le Royaume-Uni en l'améliorant à quatre reprises après la retraite sportive de GarWood (record porté à 228 km/h sur le lac de Coniston, battu en 1950 par le SloMoShun de l'américain Stanley Sayres).
Après la Seconde Guerre mondiale, son fils Donald devait continuer la tradition familiale, en le payant de sa vie, aux commandes du Bluebird K7 propulsé par un réacteur d'avion de chasse.
Les Italiens ont une très réelle culture du motonautisme de compétition, mais l'état de leur industrie est un vrai handicap.
L'ingénieur vénitien Attilio Bisio, dont le chantier SVAN a construit de rutilants bateaux-taxi pour la ville de Venise, puis des vedettes lance-torpilles MAS durant la Grande guerre en exploitant le potentiel des moteurs Isotta Fraschini, se lance dans une tentative parrainée par Gabriele d'Annunzio.
Le racer baptisé symboliquement Spalato (le nom italien de la ville croate de Split, revendiquée à cor et à cri par les nationalistes italiens) est d'un bon niveau (crédité d'un chrono de 127 km/h en 1924) mais insuffisant pour battre le record.
Par la suite, la rivalité anglo-américaine et l'incapacité de l'industrie italienne de produire des moteurs équivalents à ceux de la concurrence (une lacune que l'aviation militaire italienne paiera durement une fois la Seconde Guerre Mondiale déclarée) écarteront les Italiens du tableau des records. 
Cependant l'enthousiasme est bien là : à l'instigation de d'Annunzio, des épreuves « Unlimited » sont organisées sur le lac de Garde (la coppa dell' Oltranza, littéralement « coupe de l'outrance »).
Une course motonautique annuelle sur le Pô, entre Pavie et Venise attire les concurrents, foules et les médias (très encadrés à l'époque fasciste), c'est une sorte de rallye-raid sur un fleuve rapide et fantasque, comportant de nombreux pièges naturels (courants, troncs d'arbres immergés, bancs de sable, etc). On y voit souvent figurer, et gagner, des hydroglisseurs, mus par une hélice aérienne qui a l'avantage de ne rien risquer dans un choc avec un obstacle submergé.
À cette époque le record a d'ailleurs été brièvement détenu par un engin de ce type, construit par Farman, qui a atteint 140 km/h sur la Seine, aux mains d'un pilote américain.
Signe des temps, les personnalités du régime s'y affichent et Vito Mussolini(neveu du dictateur et directeur du journal Popolo d'Italia) y pilote un hydroglisseur engagé par la milice fasciste (la MSVN).
Le « campionissimo » du motonautisme italien de l'Entre-deux-guerres est le comte Teofilo Rossi di Montelera, richissime héritier de la firme d'apéritifs Martini & Rossi.
En 1938, il réussit un coup d'éclat en remportant la très prestigieuse Gold Cup de APBA (cf. infra), à Détroit, aux États-Unis, battant les Américains à domicile, une victoire abondamment médiatisée par les actualités officielles luce avec son racer, très symboliquement baptisé Alagi (du nom d'une bataille livrée aux Éthiopiens par les troupes coloniales italiennes).
La firme Martini & Rossi conservera jusqu'aux années 1990 une tradition de sponsoring dans les épreuves motonautiques (notamment offshore) en souvenir de ce très réel champion, que seul le manque de matériel national compétitif a empêché de s'illustrer dans la course au record.
Côté américain, les courses sur circuit sont organisées par une fédération nationale, l'APBRA, avec différentes catégories de cylindrée, culminant avec la classe « Unlimited » (Sans restriction). Les bateaux de la catégorie Unlimited, utilisés pour des courses sur circuit sont des compétiteurs naturels pour le record absolu de vitesse nautique.
Le contexte d'un championnat organisé (L'APBA Gold Cup) et de l'émulation qui va avec, en fait un véritable laboratoire d'innovations, tant pour les dessins de coques et d'hélices que pour la préparation des moteurs.
L'industriel et inventeur Garfield Wood, qui a fait fortune en exploitant des inventions comme la benne basculante ou le camion-poubelle broyeur, est la figure de proue du motonautisme américain des années 1920 et 1930.
Pilote talentueux, constructeur de bateaux (dont certains sont vendus à des bootleggers), mécanicien-préparateur inventif et minutieux « Gar » Wood remporte sa première de ses cinq Gold Cup en 1917 et entre les courses, monte régulièrement des tentatives contre le record de vitesse aquatique ou des défis anglo-américains dans le cadre du trophée Harmsworth. Son approche dans la conquête du record est du type « force brute » : de la puissance, toujours plus de puissance.
Le Miss America II de 1920 (record à 120,49 km/h) est déjà équipé de quatre moteurs V12 Liberty de 400 ch chacun et son dernier « racer » baptisé Miss america X (1933) (toujours en montage quadri-moteur, mais avec des mécaniques Packard plus évoluées) mesure treize mètres de long sur trois de large. Sa vitesse atteint un record à 200,94 km/h, substantielle progression sur seulement treize années, ponctuées de duels avec les engins de record britanniques, où le trophée changera de mains pas moins de dix fois.
Corollaire de cette explosion de performances, les accidents, parfois mortels, se multiplient, il faut dire que l'équipement personnel de sécurité des pilotes se résume à très peu de chose, une casquette de yachtman, bientôt remplacée par un bonnet et des lunettes d'aviateur, et un gilet de sauvetage léger passé par-dessus un bleu de mécanicien.
Dans les courses sur circuit, GarWood évite de trop utiliser le gouvernail vu le risque de chavirer. Courageux mais pas téméraire, il vire autour des bouées en différenciant le régime des deux arbres d'hélice.
Cependant Gar Wood ne s'interdit pas l'usage des raffinements nés du creuset de l'APBA gold cup: Les coques « archimédiques », à déplacement, de 1904 ont très vite cédé la place à des embarcations capables de déjauger et de « planer » à la surface de l'eau, puis, assez vite, les coques ont intégré des redans, utilisés en hydraviation pour favoriser le décollement des filets d'eau sur la carène et diminuer le freinage.
Le racer El Lagarto (« le lézard », en espagnol) appartenant à un des plus coriaces concurrents de Gar Wood, le californien George Reis, qui s'entraine sur le lac George est à cet égard un exemple intéressant: Né comme une coque classique de sport manufacturée par Hacker craft (autre grand fournisseur des contrebandiers d'alcool de Chicago) et une motorisation raisonnable de « seulement » 150 ch, son pilote le fera modifier avec un gros V12 Packard, mais surtout en ajoutant de plus en plus de redans sous la carène et un système d'écopes réinjectant l'air aux endroits stratégiques pour améliorer la glisse de la coque.
Ce faisant, la coque d'El Lagarto devient de plus en plus rapide, mais aussi de plus en plus volage, décollant de l'eau avec de grands bonds et des éclaboussures d'écume, ce qui le fera baptiser par la presse sportive « The Leaping Lizzard of Lake George » (le lézard bondissant du lac George).
Après la retraite sportive de Gar Wood d'autres dessins apparaîtront comme les coques trois points qui ne touchent plus l'eau que par deux patins à l'avant et l'hélice à l'arrière, comme l'emblématique Slo-Mo-Shun IV (jeu de mots phonétique sur Slow-motion, mouvement au ralenti) des années 1950, records successifs à 258, puis 287 km/h, puis les configurations dites Picklefork (littéralement « fourchette à cornichons ») avec deux patins avant proéminents en avant du fuselage principal qui ne touche quasi plus l'eau, l'arrière étant porté par l'hélice qui travaille en super-cavitation, pratiquement hors de l'eau.
Slo-Mo-Shun IV sera le dernier « racer » polyvalent en courses sur circuit et en record absolu de vitesse. Le record ne sera plus battu ensuite que par des machines totalement spécialisées, bientôt propulsées par des turboréacteurs (jet boats).
Chant du cygne des classiques hydroplanes conventionnels, le superbe Laura III, de l'Italien Mario Verga, qui utilisait deux moteurs de compétition automobile Alfa-Romeo 159 (les mêmes que sur les Formule 1 de Fangio et Nino Farina) se catapulta en octobre 1954 dans une tentative sur le lac d'Iseo, tuant son pilote .
L'amélioration du record appartenait désormais aux jet boats comme le Crusader de John Cobb, et surtout le très efficace et très médiatisé Bluebird K7 de Donald Campbell (tous deux finalement détruits avec décès du pilote lors de tentatives de record, respectivement sur le Loch Ness et sur le lac Coniston).
Constamment amélioré et remotorisé, le Bluebird K7 avait franchi la barre symbolique des 300 mi/h (483 km/h) fin novembre 1966 sur le lac de Coniston lorsqu'il décolla et tua son pilote à quelques centaines de mètres de la fin du parcours chronométré. Campbell, en liaison radio avec son équipe et les cadreurs de la BBC, commenta pour ainsi dire sa propre mort en direct. Son bateau, repêché trente ans plus tard a été reconstitué pièce à pièce et restauré par une équipe de passionnés locaux.
De l'autre côté de l'Atlantique aussi, plusieurs "jet boats" furent construits, notamment le malchanceux Tempo Alcoa , du musicien et champion motonautique canadien Guy Lombardo, construit en aluminium et bénéficiant du soutien technique des grands avionneurs américains. Après avoir connu un premier accident lors d'essais à haute vitesse dont le constructeur, Les Staudacher, se tira miraculeusement avec des blessures légères, le Tempo Alcoa, probablement fragilisé, se désintégrera lors d'essais ultérieurs avec un pilotage radiocommandé. 
Autre jet boat nord-américain célèbre ; le Hustler de Lee Taylor, qui battra le record de Campbell avec un « chrono » de 459 km/h en 1967, non sans avoir connu au préalable une « sortie de piste » à 200 km/h, lors d'essais sur le Lac Havasu, au cours de laquelle Taylor fut grièvement blessé et son bateau copieusement endommagé.
Le danger atteignant des sommets avec ces engins qui ne demandent qu'à s'envoler et à retomber sur une eau rendue dure comme du béton à ces vitesses, les tentatives iront en s'espaçant à partir des années 1960, et le très audacieux australien Ken Warby qui a établi, en 1978, un record à 511 km/h avec un engin de sa conception propulsé par un réacteur d'avion de chasse n'a pas été battu depuis cette date.
Lee Taylor, l'ancien recordman, avait tenté de reprendre son record avec Discovery II, un engin propulsé par...un moteur fusée à carburant liquide (peroxyde d'hydrogène concentré, comme sur le Messerschmitt Komet de la 2° G.M.) qui se désintégra littéralement en novembre 1980 sur le lac Tahoe (Californie) en tuant son pilote.

## Compétition

### Vitesse «inshore Formula 1»

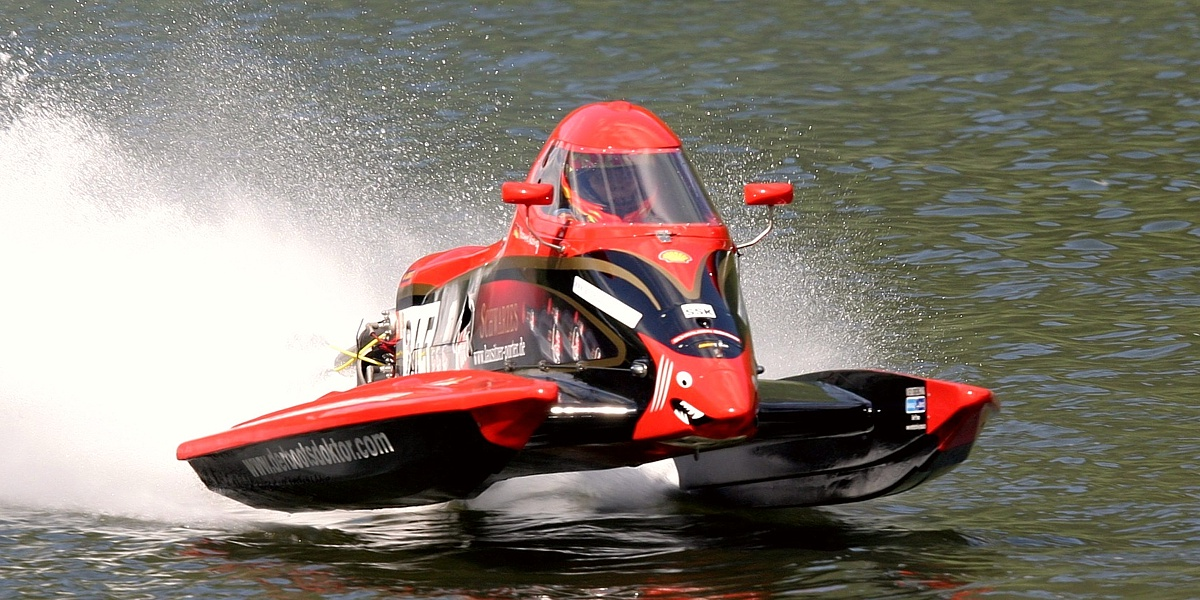
Vitesse inshore.

Se déroulant sur des lacs ou des rivières, les épreuves de Catamaran F1 constituent le haut-niveau du motonautisme de vitesse inshore, à l'image des Formule 1 en sport automobile. Le championnat du monde de F1 motonautique UIM a été créé en 1981.

### Vitesse «offshore PowerBoat P1»

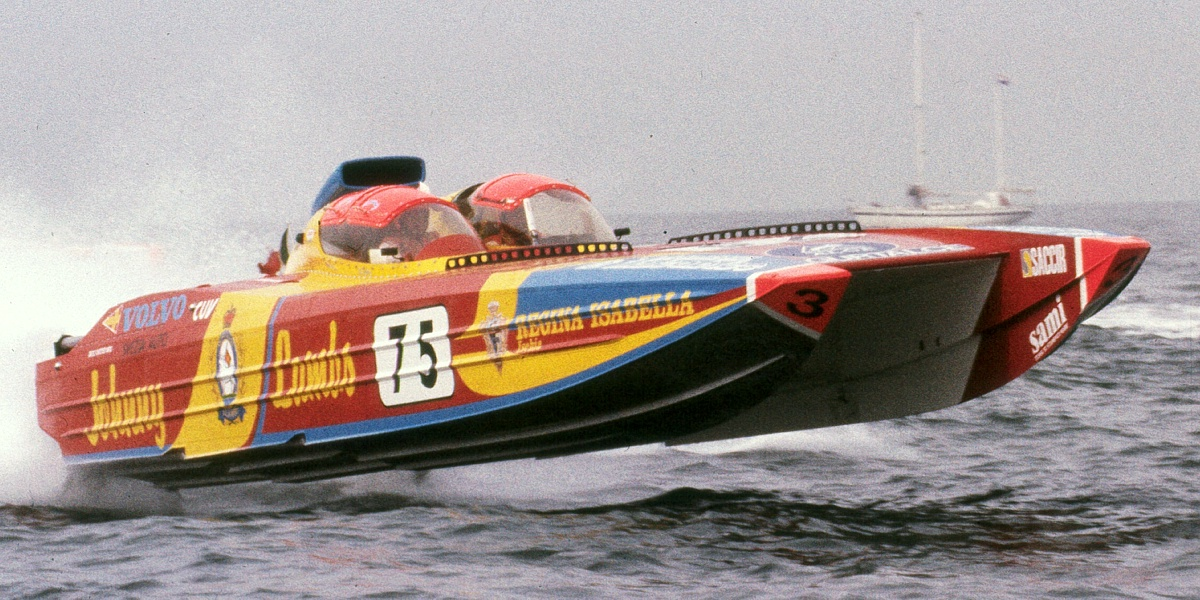
Vitesse offshore.

La catégorie des PowerBoat P1 forme l'élite de cette discipline. Le championnat 2006 comptait six Grand Prix : Malte, Italie, Allemagne, Méditerranée (Italie), Grande-Bretagne et Portugal.

### Drag boat racing
Les courses se tiennent sur un quart de mile, soit 402 mètres. Les vitesses atteintes sont de 400 km/h. La fédération couvrant ces épreuves essentiellement américaines est l'International Hot Boat Association.
De nombreuses courses de ce genre se tiennent dans le monde, notamment aux États-Unis.

### Endurance
Parmi les épreuves d'endurance, il convient de citer les 24 heures motonautiques de Rouen qui se déroulent début mai, la ville de Rouen est la capitale du Motonautisme. Les 24 Heures de Rouen compte pour le Championnat du Monde Endurance, ainsi que les 6 heures motonautiques de Paris aujourd'hui disparues.

### Rallye motonautique
Parmi les épreuves de ce type, citons la Route des Gabares, qui se court sur des bateaux pneumatiques.
Au milieu des années 1980, l'organisateur du rallye Paris - Dakar, Thierry Sabine, avait organisé un rallye pour hors-bords sur le fleuve Niger, entre Niamey et Bamako. Il n'a connu que très peu d'éditions, faute de sponsors et de médiatisation.

## Constructeurs de canot automobile
- Hacker-Craft
- Riva
- Chris-Craft
- Sea Ray

## Pratique par pays

### Japon
Le sport motonautique au Japon revêt des aspects très déroutants pour l'observateur occidental habitué à la confrontation des pilotes et à l'amélioration mécanique permanente des machines au sein du cadre réglementaire d'une jauge de course.
Au Japon, il existe des épreuves motonautiques appelées kyotei — littéralement « course de bateaux » —, disputées avec de minuscules hors-bords qui sont le plus semblables possibles (ce qu'en course de voiliers on qualifierait de monotypie). Les courses, disputées dans des stades nautiques artificiels pourvus de tribunes sont extrêmement serrées, la décision se faisant sur les dépassements aux bouées de virage.
Les pilotes, qu'on pourrait assimiler à des jockeys (ils portent des couleurs distinctives) sont des professionnels bien payés et souvent des femmes.
Comme il s'agit d'un des très rares sports japonais (avec les courses de chevaux et le keirin, ou course cycliste sur vélodrome) où les paris sont légaux, la Maffia japonaise (les tristement fameux yakuzas) a des intérêts dans l'organisation de ces courses, notamment pour y recycler de l'argent sale. Les très douteux politiciens anticommunistes (et anciens truands) Yoshio Kodama et Ryoichi Sasakawa ont été souvent cités comme principaux « tireurs de ficelles » de ces paris sportifs.

## Accidents
Le 23 août 1987, Didier Pironi et l'ensemble de son équipage constitué de Jean-Claude Guénard et du journaliste Bernard Giroux décèdent lors d'une course de offshore à bord du Colibri au large de l'île de Wight, au Royaume-Uni.  
Le 3 décembre 1990, Stefano Casiraghi, époux de Caroline de Monaco, se tue lors d'un accident de offshore au large de Saint-Jean-Cap-Ferrat.
Le 11 décembre 2009, Jean-Marc Sanchez, seul Français à ce jour champion d'Europe et du monde de la catégorie reine classe 1 se tue à bord du Victory 1 écurie Victory Team (UEA) au Grand prix de Dubaï  lors du troisième tour,  avec Mohammad Al Mehairi, Jean-Marc Sanchez était alors en quête d'un deuxième sacre mondial à l'occasion des deux dernières courses de la saison. Didier Pironi fut le mentor de Jean-Marc Sanchez dans les années 1980, et Stefano Casiraghi était son ami.